# 8UPPERS
『8UPPERS』（パッチアッパーズ）は、関ジャニ∞の4枚目のフル・アルバム。2010年10月20日にインペリアルレコードから発売された。

## 概要
- 前作『PUZZLE』から約1年6か月ぶりのリリース。
- CDは初回限定Special盤、初回限定盤、通常盤の3形態で発売。
- シングル曲「急☆上☆Show!!」「Wonderful World!!」「LIFE〜目の前の向こうへ〜」 など、全形態共通で全13曲を収録[8]。
  - ウルフルズのウルフルケイスケやROCK'A'TRENCH、ケツメイシのDJ KOHNO、Dragon AshのHIROKI、クレイジーケンバンドの横山剣から楽曲提供された新曲も収録[8]。
    - 楽曲提供の詳細は本項「#収録曲」および「#楽曲提供者」を参照。

  - 通常盤の特典CDには、14th・15thシングルの特典DVDに「プロローグ・オブ・パッチ」として収録されたメンバー7人のソロ曲に加え、メンバーの大倉忠義と安田章大が作詞、安田が作曲を担当した関ジャニ∞の新曲「『って!!!!!!!』」を収録[8]。
- 初回限定Special盤、初回限定盤には特典DVDを収録。
  - 初回限定Special盤と初回限定盤には共通で、2010年10月11日に一日限定で上映された[9]、関ジャニ∞主演の長編音楽映画『8UPPERS FEATURE MUSIC FILM』を収録[10]。
    - 同映画の監督・脚本は、「プロローグ・オブ・パッチ」の監督を務めた中村哲平が担当した。
    - 同映画は本作に収録された楽曲が多数使用されている[11]。
    - 同映画の詳細は個別ページを参照。

  - 初回限定Special盤には、同映画のメイキング映像をDisc 2に収録[12]。
  - 初回限定盤には、「DIRECTOR'S GIFT」と題した、同映画内のメンバー7人と「エイト」役の大洲遼也のそれぞれのNGシーンや未公開映像を収録[13]。
- 2024年1月1日、デビュー20周年を記念し、過去にリリースされた全楽曲が各種音楽ダウンロードサービス、サブスクリプションサービスで配信されることに伴い、「BOY」がシングル『オオカミと彗星』の収録曲として配信開始され[注 1]、同年1月24日には本作の全収録曲の配信も開始された[14][15][16]。

### 各形態概要
| ＃ | 曲名                        |
| -- | --------------------------- |
| 1  | Oriental Surfer             |
| 2  | モノグラム                  |
| 3  | 泣かないで 僕のミュージック |
| 4  | Baby Baby                   |
| 5  | LIFE〜目の前の向こうへ〜    |
| 6  | BACK OFF                    |
| 7  | 願い                        |
| 8  | ほろりメロディー            |
| 9  | Wonderful World!!           |
| 10 | realize                     |
| 11 | BOY                         |
| 12 | アニマル・マジック          |
| 13 | 急☆上☆Show!!                |

| ＃ | 曲名                               | 形態             |
| -- | ---------------------------------- | ---------------- |
| 1  | monologue（錦戸）                  | 通常盤（特典CD） |
| 2  | Kick（丸山）                       | 通常盤（特典CD） |
| 3  | Revolver（渋谷）                   | 通常盤（特典CD） |
| 4  | トリックスター（横山）             | 通常盤（特典CD） |
| 5  | Dear…（村上）                      | 通常盤（特典CD） |
| 6  | TOPOP（安田）                      | 通常盤（特典CD） |
| 7  | きっと幸せがキミを待ってる（大倉） | 通常盤（特典CD） |
| 8  | 『って!!!!!!!』                    | 通常盤（特典CD） |

| 特典内容                                                                           | 形態                   |
| ---------------------------------------------------------------------------------- | ---------------------- |
| 特典DVD（詳細は「#特典DVD」を参照）                                                | 初回限定Special盤      |
| 初回限定Special BOX仕様                                                            | 初回限定Special盤      |
| 『8UPPERS』オリジナルグッズ - フィルムパンフレット - フィルムポスター - ステッカー | 初回限定Special盤      |
| 特典DVD（詳細は「#特典DVD」を参照）                                                | 初回限定盤             |
| 『CLUB8』オリジナルグッズ - デザインステッカー - イメージフライヤー                | 初回限定盤             |
| 特典CD（詳細は「#特典CD」を参照）                                                  | 通常盤                 |
| 8UPPERS MEMORIAL PHOTO                                                             | 通常盤（初回プレス分） |

## 販売形態
- 発売日：2010年10月20日
  - 初回限定Special盤（TECI-8010：CD+2DVD）
    - 初回限定Special BOX仕様
    - 8UPPERSオリジナルグッズ（フィルムパンフレット、フィルムポスター、ステッカー）封入

  - 初回限定盤（TECI-8011：CD+DVD）
    - DVDパッケージ仕様
    - CLUB8オリジナルグッズ（デザインステッカー、イメージフライヤー）封入

  - 通常盤（TECI-8012：2CD）
    - 8UPPERS MEMORIAL PHOTO封入（初回プレス盤のみ）
- 発売日：2015年7月1日
  - 通常盤：再発売（JACA-5552~5553：2CD）
    - 自身の所属レコード会社を『テイチクエンタテインメント』から『INFINITY RECORDS』へ移籍したため、INFINITY RECORDSより再発売。
- 発売日：2019年7月12日
  - 通常盤：十五催ハッピープライス盤（JSNC-1584~1585：2CD）
    - 自身の配信アプリ『関ジャニ∞アプリ』対応のため、15%オフでの再発売。
- 発売日：2024年1月24日
  - 配信作品
    - デビュー20周年を記念した音楽ダウンロードサービスおよびサブスクリプションサービスでの配信[14][15][16]。

## チャート成績

### アルバムチャート順位
- オリコンチャート
  - 初週23.1万枚を売り上げ、2010年11月1日付の「オリコン週間 CDアルバムランキング」で週間1位を獲得[1]。
    - 3作連続、通算3作目のアルバム1位獲得となった[1]。

  - 累計248,914枚を売り上げ、2010年10月度「オリコン月間 CDアルバムランキング」で月間2位を獲得した[2]。
  - 累計265,439枚を売り上げ、2010年度「オリコン年間 CDアルバムランキング」で年間27位を獲得した[3]。
- Billboard JAPAN
  - 2010年10月27日公開の「Billboard Japan Top Albums Sales」で週間1位を獲得した[4]。
  - 2010年度「Billboard Japan Top Albums Sales Year End」で年間30位を獲得した[6]。
  - 2024年1月31日公開の「Billboard Japan Download Albums」で週間85位を獲得した[5]。

### 各曲チャート順位
※シングル曲は各ページを参照。
- Billboard JAPAN
  - 2010年10月27日公開の「Billboard Japan Hot 100」で本作のリード曲「アニマル・マジック」が週間8位を獲得した[17]。

## 収録曲

### CD
1. Oriental Surfer (Instrumental) - [3:12]
作曲：ウルフルケイスケ
編曲：THE GO GO GO'S
  - ウルフルズのウルフルケイスケからの楽曲提供。
2. モノグラム - [4:31]
作詞：田中秀典
作曲：野間康介
編曲：野間康介、小佐井彰史
3. 泣かないで 僕のミュージック - [4:41]
作詞・作曲：林田健司
編曲：CHOKKAKU
  - 楽曲を提供した林田健司のセルフカバーアルバム『RE-WORKS』にて、同曲のセルフカバーを収録[18]。
4. Baby Baby - [4:52]
作詞・作曲：山森大輔
編曲：ROCK'A'TRENCH、大西省吾
  - ROCK'A'TRENCHからの楽曲提供。
  - 楽曲を提供した山森大輔の1stアルバム『Wonderful World』にて、同曲のセルフカバーを収録[19]。
5. LIFE〜目の前の向こうへ〜 - [3:53]
作詞・作曲：金丸佳史
編曲：大西省吾
  - 15thシングル
  - TBS系日曜劇場『GM〜踊れドクター』主題歌[20]
6. BACK OFF (Instrumental) - [3:25]
作曲・編曲：DJ KOHNO、YANAGIMAN
  - ケツメイシのDJ KOHNOからの楽曲提供。
7. 願い - [4:54]
作詞・作曲：岡本修
編曲：高橋浩一郎
8. ほろりメロディー - [4:53]
作詞・作曲：TAKESHI
編曲：TAKESHI、久米康隆
ブラスアレンジ：YOKAN
  - エムティーアイ『music.jp』CMソング[21]
9. Wonderful World!! - [4:43]
作詞・作曲：ROADIE
編曲：久米康隆
ブラスアレンジ：YOKAN
  - 14thシングル
  - 朝日放送・テレビ朝日系『冒険JAPAN! 関ジャニ∞MAP』エンディングテーマ[22]
  - 表記は無いが、ブラスアレンジが施されたアルバムバージョンである。
10. realize (Instrumental) - [3:12]
作曲・編曲：cell no9
  - Dragon AshのHIROKIからの楽曲提供。
11. BOY - [4:14]
作詞・作曲・編曲：藤井謙二
  - The Birthdayの藤井謙二からの楽曲提供。
  - 49thシングル『オオカミと彗星』初回限定「FES」盤のカップリングとして、5人で再録した「BOY '23」を収録[23]。
  - 2023年8月8日に「BOY '23」のMVが公開された[24]。
12. アニマル・マジック - [4:13]
作詞・作曲：横山剣
編曲：横山剣、小野瀬雅生
ブラスアレンジ：横山剣、河合わかば
  - クレイジーケンバンドの横山剣、小野瀬雅生、河合わかばからの楽曲提供。
13. 急☆上☆Show!! - [4:31]
作詞・作曲：TAKESHI
編曲：TAKESHI、久米康隆
ブラスアレンジ：YOKAN
  - 10thシングル
  - KADOKAWA『dwango』CMソング[25]

### 特典CD（通常盤）
※M-1~3のMVを14thシングル、M-4~7のMVを15thシングルのそれぞれ初回限定盤Bの特典DVDに収録。
1. monologue / 錦戸亮 - [5:00]
作詞・作曲・編曲：錦戸亮
  - 錦戸のソロ曲。
  - 錦戸自身が制作した楽曲。
2. Kick / 丸山隆平 - [4:43]
作詞・作曲：サイトウヨシヒロ
編曲：高橋浩一郎
ブラスアレンジ：YOKAN
  - 丸山のソロ曲。
3. Revolver / 渋谷すばる - [3:12]
作詞：渋谷すばる
作曲・編曲：SEI☆SHIN
  - 渋谷のソロ曲。
  - 渋谷自身が制作した楽曲。
  - 歌詞の中に「eighter」（エイター:関ジャニ∞のファンの意）がある。
4. トリックスター / 横山裕 - [4:28]
作詞・作曲・編曲：葉山拓亮
  - 横山のソロ曲。
5. Dear… / 村上信五 - [4:51]
作詞：nojo
作曲：nojo、工藤勝洋
編曲：釣俊輔
コーラスアレンジ：nojo
  - 村上のソロ曲。
6. TOPOP / 安田章大 - [4:14]
作詞・作曲：安田章大
編曲：大西省吾
  - 安田のソロ曲。
  - 安田自身が制作した楽曲。
  - 18thシングル『365日家族』にて、同曲をソロではなく関ジャニ∞の楽曲として安田プロデュースのもとリアレンジされた「Eightopop!!!!!!!」を収録[26]。
7. きっと幸せがキミを待ってる / 大倉忠義 - [4:59]
作詞・作曲：市川喜康
編曲：大西省吾
  - 大倉のソロ曲。
8. 『って!!!!!!!』 - [3:32]
作詞：大倉忠義、安田章大
作曲：安田章大
編曲：大西省吾
  - メンバーの大倉忠義と安田章大が制作した楽曲。

### 配信
配信限定作品。2024年1月24日に配信された。
1. Oriental Surfer (Instrumental)
2. モノグラム
3. 泣かないで 僕のミュージック
4. Baby Baby
5. LIFE〜目の前の向こうへ〜
6. BACK OFF (Instrumental)
7. 願い
8. ほろりメロディー
9. Wonderful World!!
10. realize (Instrumental)
11. BOY
12. アニマル・マジック
13. 急☆上☆Show!!
14. monologue / 錦戸亮
15. Kick / 丸山隆平
16. Revolver / 渋谷すばる
17. トリックスター / 横山裕
18. Dear… / 村上信五
19. TOPOP / 安田章大
20. きっと幸せがキミを待ってる / 大倉忠義
21. 『って!!!!!!!』

### 特典DVD

#### 初回限定Special盤
| #         | タイトル                       | 作詞  | 作曲・編曲 | 時間  |
| --------- | ------------------------------ | ----- | ---------- | ----- |
| 1.        | 「8UPPERS FEATURE MUSIC FILM」 |       |            | 76:25 |
| 合計時間: | 合計時間:                      | 76:25 |            |       |

| #         | タイトル               | 作詞  | 作曲・編曲 | 時間  |
| --------- | ---------------------- | ----- | ---------- | ----- |
| 1.        | 「8UPPERS メイキング」 |       |            | 62:33 |
| 合計時間: | 合計時間:              | 62:33 |            |       |

#### 初回限定盤
| #         | タイトル                       | 作詞  | 作曲・編曲 | 時間  |
| --------- | ------------------------------ | ----- | ---------- | ----- |
| 1.        | 「8UPPERS FEATURE MUSIC FILM」 |       |            | 76:25 |
| 2.        | 「DIRECTOR'S GIFT」            |       |            | 16:53 |
| 合計時間: | 合計時間:                      | 93:18 |            |       |

## タイアップ
※表記は発売順
- 急☆上☆Show!!
  - KADOKAWA『dwango』CMソング[25]
- Wonderful World!!
  - 朝日放送・テレビ朝日系『冒険JAPAN! 関ジャニ∞MAP』エンディングテーマ[22]
- LIFE〜目の前の向こうへ〜
  - TBS系日曜劇場『GM〜踊れドクター』主題歌[20]
- ほろりメロディー
  - エムティーアイ『music.jp』CMソング[21]

## 楽曲提供者
※表記は曲順通り

### アーティスト作
- ウルフルケイスケ（ウルフルズ）
  - 「Oriental Surfer」（作曲・編曲）
- ROCK'A'TRENCH
  - 山森大輔
    - 「Baby Baby」（作詞・作曲）

  - ROCK'A'TRENCH
    - 「Baby Baby」（編曲）
- DJ KOHNO（ケツメイシ）
  - 「BACK OFF」（作曲・編曲）
- HIROKI（Dragon Ash）
  - 「realize」（作曲・編曲）[注 3]
- 藤井謙二（The Birthday）
  - 「BOY」（作詞・作曲・編曲）
- クレイジーケンバンド
  - 横山剣
    - 「アニマル・マジック」（作詞・作曲・編曲・ブラスアレンジ）

  - 小野瀬雅生
    - 「アニマル・マジック」（編曲）

  - 河合わかば
    - 「アニマル・マジック」（ブラスアレンジ）

### メンバー作
※すべて通常盤のみ収録。
- 錦戸亮
  - 「monologue」（作詞・作曲・編曲）
- 渋谷すばる
  - 「Revolver」（作詞）
- 安田章大
  - 「TOPOP」（作詞・作曲）
  - 「『って!!!!!!!』」（作詞・作曲）
- 大倉忠義
  - 「『って!!!!!!!』」（作詞）

## 参加ミュージシャン
※アルバムクレジットより。
※シングル曲は該当ページを参照。
Oriental Surfer
- E.Guitar：ウルフルケイスケ（ウルフルズ）
- Track Maker：SKYFISH

モノグラム
- Drums / Tambourine：浜崎大地
- E.Bass：柳野裕孝
- A.Guitar / E.Guitar：小佐井彰史
- all other instruments：野間康介

泣かないで僕のミュージック
- Percussion：三沢またろう
- E.Bass：種子田健
- A.Guitar / E.Guitar / all other instruments：CHOKKAKU

Baby Baby
- Drums：オータケハヤト（ROCK'A'TRENCH）
- E.Bass：河原真（ROCK'A'TRENCH）
- E.Guitar：豊田ヒロユキ（ROCK'A'TRENCH）
- A.Guitar：山森大輔（ROCK'A'TRENCH）
- Organ：畠山拓也（ROCK'A'TRENCH）
- Percussion：浜崎大地
- Strings：RUSH by 加藤高志

BACK OFF
- E.Guitar：奥田健治
- E.Bass：YANAGIMAN
- all other instruments：DJ KOHNO、YANAGIMAN

願い
- Drums：小柳昌典
- E.Bass：柳島宏
- A.Guitar / E.Guitar：大西省吾
- A.Piano：鶴田海生
- all other instruments：高橋浩一郎

ほろりメロディー
- Drums：浜崎大地
- E.Guitar：TAKESHI
- Brasses：YOKAN
- E.Bass / all other instruments：久米康隆

realize
- All Instruments：HIROKI（Dragon Ash）

BOY
- Drums：鈴木健史（HI NORMAL LUNCH）
- E.Bass：百合光平（HI NORMAL LUNCH）
- E.Guitar：藤井謙二（HI NORMAL LUNCH）
- Organ：鈴木秋則

アニマル・マジック
- Drums：廣石恵一（クレイジーケンバンド）
- E.Guitar：小野瀬雅生（クレイジーケンバンド）
- E.Bass：洞口信也（クレイジーケンバンド）
- E.Piano：高橋利光（クレイジーケンバンド）
- Trombone：河合わかば（クレイジーケンバンド、米米CLUB）
- Alto.Sax / Flute：中西圭一（クレイジーケンバンド）
- Trumpet：澤野博敬（クレイジーケンバンド）
- Conga / Tambourine：伊達弦（クレイジーケンバンド）

monologue / 錦戸亮
- Drums：浜崎大地
- E.Bass：松田"FIRE"卓己
- E.Guitar：大西省吾
- A.Piano：鶴田海生

Kick / 丸山隆平
- Drums：そうる透
- E.Bass：種子田健
- Brasses：YOKAN
- E.Guitar / all other instruments：高橋浩一郎

Revolver / 渋谷すばる
- Drums：浜崎大地
- E.Bass：種子田健
- E.Guitar：大西省吾

トリックスター / 横山裕
- E.Bass：松田"FIRE"卓己
- A.Guitar / E.Guitar：大西省吾
- Chorus：田畑陽次郎
- all other instruments：葉山拓亮

Dear… / 村上信五
- Chorus：鈴木望、Cazz、AIRI（PARTY7）
- A.Guitar / all other instruments：釣俊輔

TOPOP / 安田章大
- Drums：小柳昌法
- E.Bass：IKUO
- E.Guitar / all other instruments：大西省吾

きっと幸せがキミを待ってる / 大倉忠義
- Drums：浜崎大地
- E.Bass：種子田健
- Strings：RUSH by 加藤高志
- A.Guitar / E.Guitar / all other instruments：大西省吾

『って!!!!!!!』
- Drums：浜崎大地
- E.Bass：IKUO
- E.Guitar：大西省吾

## 収録作品
※シングル曲は各ページを参照。

### アルバム
モノグラム
- 2ndベストアルバム『GR8EST』（201∞限定盤 特典CD）

※メドレーの1曲として収録。

### シングル
BOY
- 49thシングル『オオカミと彗星』（初回限定「FES」盤）

※5人の再録バージョン「BOY '23」を収録。

### 映像作品

#### ライブ映像
Oriental Surfer
- 7thライブDVD/Blu-ray『KANJANI∞ LIVE TOUR 2010→2011 8UPPERS』

モノグラム
- 7thライブDVD/Blu-ray『KANJANI∞ LIVE TOUR 2010→2011 8UPPERS』
- 22ndライブBlu-ray/DVD『KANJANI∞ DOME LIVE 18祭』
- 24thライブBlu-ray/DVD『超DOME TOUR 二十祭』

泣かないで 僕のミュージック
- 7thライブDVD/Blu-ray『KANJANI∞ LIVE TOUR 2010→2011 8UPPERS』

Baby Baby
- 7thライブDVD/Blu-ray『KANJANI∞ LIVE TOUR 2010→2011 8UPPERS』
- 16thライブDVD/Blu-ray『関ジャニ'sエイターテインメント』（Blu-ray盤 特典Blu-ray）
- 50thシングル『アンスロポス』（初回限定「冬」盤 特典Blu-ray/DVD）
- 23rdライブBlu-ray/DVD『超ARENA TOUR 2024 SUPER EIGHT』（完（CAN）全生産限定盤・初回限定盤 『SUPER EIGHTアプリ』限定配信特典映像）

BACK OFF
- 7thライブDVD/Blu-ray『KANJANI∞ LIVE TOUR 2010→2011 8UPPERS』

ほろりメロディー
- 7thライブDVD/Blu-ray『KANJANI∞ LIVE TOUR 2010→2011 8UPPERS』

BOY
- 7thライブDVD/Blu-ray『KANJANI∞ LIVE TOUR 2010→2011 8UPPERS』
- 50thシングル『アンスロポス』（初回限定「冬」盤・初回限定「炎」盤 特典Blu-ray/DVD）
- 23rdライブBlu-ray/DVD『超ARENA TOUR 2024 SUPER EIGHT』

アニマル・マジック
- 7thライブDVD/Blu-ray『KANJANI∞ LIVE TOUR 2010→2011 8UPPERS』

Revolver
- 12thライブDVD/Blu-ray『関ジャニズム LIVE TOUR 2014≫2015』

『って!!!!!!!』
- 7thライブDVD/Blu-ray『KANJANI∞ LIVE TOUR 2010→2011 8UPPERS』

#### ミュージック・ビデオ
BOY
- 49thシングル『オオカミと彗星』（初回限定「FES」盤 特典Blu-ray/DVD）

※5人の再録バージョン「BOY '23」のMVを収録。

monologue
- 14thシングル『Wonderful World!!』（初回限定盤B 特典DVD）

Kick
- 14thシングル『Wonderful World!!』（初回限定盤B 特典DVD）

Revolver
- 14thシングル『Wonderful World!!』（初回限定盤B 特典DVD）

トリックスター
- 15thシングル『LIFE〜目の前の向こうへ〜』（初回限定盤B 特典DVD）

Dear…
- 15thシングル『LIFE〜目の前の向こうへ〜』（初回限定盤B 特典DVD）

TOPOP
- 15thシングル『LIFE〜目の前の向こうへ〜』（初回限定盤B 特典DVD）

きっと幸せがキミを待ってる
- 15thシングル『LIFE〜目の前の向こうへ〜』（初回限定盤B 特典DVD）

## カバー
泣かないで 僕のミュージック
- 林田健司（2015年3月11日発売、アルバム『RE-WORKS』収録）

Baby Baby
- 山森大輔（2013年10月9日発売、アルバム『Wonderful World』収録）

## 関連ライブ
- KANJANI∞ LIVE TOUR 2010→2011 8UPPERS（2010年10月30日 - 2011年1月1日、全25公演）